# Rodolfo Holzmann
Rodolfo Holzmann Zanger (Breslavia, 27 de noviembre de 1910 - Lima, 24 de abril de 1992) fue un compositor, profesor y académico peruano de origen alemán.

## Biografía
Estudió composición en Berlín con Vladimir Vogel, piano con Winfried Wolf, y dirección de orquesta con Robert Robitschek. Posteriormente tomó un curso de dirección de orquesta con Hermann Scherchen, en Bruselas. Durante su estancia en Europa, creó obras como Due Movimenti, la Suite a tre temi, que fue incluida en el 12.º Festival de la Sociedad International de Música Contemporánea de 1934 en Florencia, y el Septett para corno, flauta, clarinete, fagot, violín, viola y chelo. Recibió en 1936 el premio Henry Boauf de la Sociedad Filarmónica de Bruselas. 
En 1938 se trasladó a Perú, donde fue profesor de oboe, y posteriormente profesor de  composición en la Academia Nacional de Música Alcedo (después llamado Conservatorio Nacional de Música). A final de ese mismo año se fundó la Orquesta Sinfónica Nacional, a la cual se incorporó como violinista. En 1945 se convirtió en director adjunto de la orquesta. 
Holzmann en 1957 fue galardonado con el premio a la composición 4 de julio, que le daba derecho a un estudio de años en los Estados Unidos. A su regreso trabajó en la Casa de la Cultura del Perú, y en la Escuela Nacional de Música y Danzas Folclóricas. Desde su llegada a Perú, Holzmann se interesó especialmente por la música del país. En 1942 confeccionó la lista de las obras del compositor Theodoro Valcárcel publicada en el año 1943, siendo seguida por los catálogos de Daniel Alomía Robles, Alfonso de Silva y Vicente Stea. 
Desde su contratación en la Escuela Nacional se ocupó de la música popular y tradicional del Perú. Publica como resultado un álbum de danzas y canciones folclóricas (con un prólogo de José María Arguedas) y una serie de publicaciones musicológicas. 
Como compositor, se alejó del estilo neoclásico y fue modificando en gran medida influenciado por la música dodecafónica. En muchas de sus obras se identifica la reminiscencia de la música peruana, como en la Pequeña Suite Peruana, la Sinfonía del Tercer Mundo, la suite Arequipeña y el Concierto para la Ciudad Blanca. 
Vivió sus últimos años en Huánuco, donde se desempeñó como director de coro y profesor y director de la Escuela Regional de Música Daniel Alomía Robles.

## Obra
- De la Trifonía a la heptafonía en la música tradicional peruana.
- Q'ero, pueblo y música, Introducción a la Etnomusicología.
- El cóndor pasa (dedicada a la memoria de Daniel Alomía Robles).
- La expresión nacional en la música culta contemporánea de América Latina.
- Panorama de la música tradicional del Perú.